# チェリー・キャファロー
チェリー・キャファロー（Cheri Caffaro、1945年4月29日 - ）は、1970年代に主に低予算のエクスプロイテーション映画に出演したアメリカ合衆国の女優。

## 来歴
フロリダ州マイアミに生まれる。10代のときにライフ誌のブリジット・バルドーに似た女の子コンテストに優勝して、モデルとしてデビューした。
1970年代初頭、当時の夫であり、マンハッタンの劇場所有者であるドン・シェインが監督する一連のソフトコア・セクスプロイテーションアクション映画に出演、特に『女猫の舌』、『女獣強奪』、『金髪ドラゴン/ブロンド・フィンガー 悩殺篇』からなる「ジンジャー」三部作で、タフで機知に富んだ男たらしの私立探偵兼スパイであるジンジャー・マカリスターを演じた。彼女の使命は麻薬、売春、ホワイトスレイブリに関与する犯罪組織を壊滅させることであった。また、このキャラクターはしばしば長時間に亘り拘束され、猿轡を噛まされ、レイプされる。
また、『バイオレンス・シティ/権力の炎』と『華麗なる殺し屋』（2作ともシェインが監督）にも出演。彼女は直ぐにマンネリとなって飽きられていき、人々の関心は薄れていった。
彼女はまたテレビ番組の『刑事バレッタ』や『刑事デルベッキオ』の出演者として、1979年のセックスコメディ映画『Tバック・アカデミー』の脚本・製作としてクレジットされている。1997年にはTVアニメシリーズ『エクストリーム・ゴーストバスターズ』の1エピソードで声優を務めた。

## フィルモグラフィー
| 映画   | 映画                            | 映画                                     | 映画                     | 映画              |
| 年     | 原題                            | 邦題                                     | 役名                     | クレジット        |
| ------ | ------------------------------- | ---------------------------------------- | ------------------------ | ----------------- |
| 1971   | Ginger                          | 女猫の舌                                 | ジンジャー・マカリスター | 出演              |
| 1971   | Up Your Alley                   |                                          | 空港のフラッパー         | 出演              |
| 1972   | The Abductors                   | 女獣強奪                                 | ジンジャー               | 出演              |
| 1972   | A Place Called Today            | バイオレンス・シティ/権力の炎            | シンディー・カートライト | 出演              |
| 1973   | Girls Are for Loving            | 金髪ドラゴン/ブロンド・フィンガー 悩殺篇 | ジンジャー・マカリスター | 出演              |
| 1974   | Savage Sisters                  | セクシー・ソルジャーズ                   | ジョウ・ターナー         | 出演              |
| 1974   | Too Hot to Handle               | 華麗なる殺し屋                           | サマンサ・フォックス     | 出演・衣裳        |
| 1974   | H.O.T.S.                        | Tバック・アカデミー                      |                          | 製作・脚本        |
| 1981   | Croaked: Frog Monster from Hell |                                          |                          | 製作              |
| 1983   | The Demons of Ludlow            | デモンズ/魔性の血族                      |                          | 製作              |
| 2004   | Ghostly Obsessions              |                                          | シェイラ・ジェフェリー   | 出演・製作        |
| テレビ |                                 |                                          |                          |                   |
| 年     | 原題                            | 邦題                                     | 役名                     | 備考              |
| 1977   | Baretta                         | 刑事バレッタ                             | ロリーン・クーパー       | 1エピソード       |
| 1977   | Delvecchio                      | 刑事デルベッキオ                         | メイベル                 | 1エピソード       |
| 1997   | Extreme Ghostbusters            | エクストリーム・ゴーストバスターズ       |                          | 1エピソード、声優 |